# Betlem de la Pigà
El Betlem de la Pigà és una obra teatral de caràcter costumista, que es representa a Castelló de la Plana el dia de la vespra de nadal, és a dir, el 23 de desembre. El Betlem de la Pigà se celebra des de 1980, i té lletra de Miquel Peris i música de Matilde Salvador.
L'obra comença al carrer, amb el tradicional pregó, format pels mateixos personatges de l'obra, que crida a tots els castellonencs per acudir a veure la producció més important de cada Nadal, el qual comença en la plaça major i acaba dintre del mateix teatre.
Tant la música de Matilde Salvador i Segarra, com els versos del poeta Miquel Peris i Segarra, tenen un paper fonamental en la representació teatral, ja que a través dels versos i les melodies recitades per la coral, l'obra pren un sentit i es conforma com un tot connex, per aquest motiu resulta fonamental parar una especial atenció a les lletres de les cançons, a través de les quals comprenem el sentit de l'obra i justifiquem el pas de cada escena.
A més d'una música molt elaborada recitada amb gran delicadesa per la coral, i del text recitat pel narrador, al llarg de la representació podrem veure plasmades diferents figures entranyables de l'antiga, i no tan antiga, societat castellonenca (les beates del cor de St. Nicolau, el Cego Maseo, el Municipal...) a través d'unes escenes en les quals transcorren en paratges per tots coneguts, com poden ser: El pinar, Torreta Alonso, la marjal, etc.
Cal ressaltar, la participació en l'actuació d'un gran nombre de grups de primera plana en l'àmbit cultural de la ciutat de Castelló i voltants, com són els diferents grups de danses que hi participen, els nanos, els grups de dolçainers i tabaleters, etc.
I recordeu, carabassa ben torrà, al Betlem de la Pigà!